# Сен-Пьер-де-Тривизи
Сен-Пьер-де-Тривизи́ (фр. Saint-Pierre-de-Trivisy, окс. Sent Pèire de Trevesi) — коммуна во Франции, находится в регионе Юг — Пиренеи. Департамент — Тарн. Входит в состав кантона От-Тер-д’Ок. Округ коммуны — Кастр.
Код INSEE коммуны — 81267.

## География

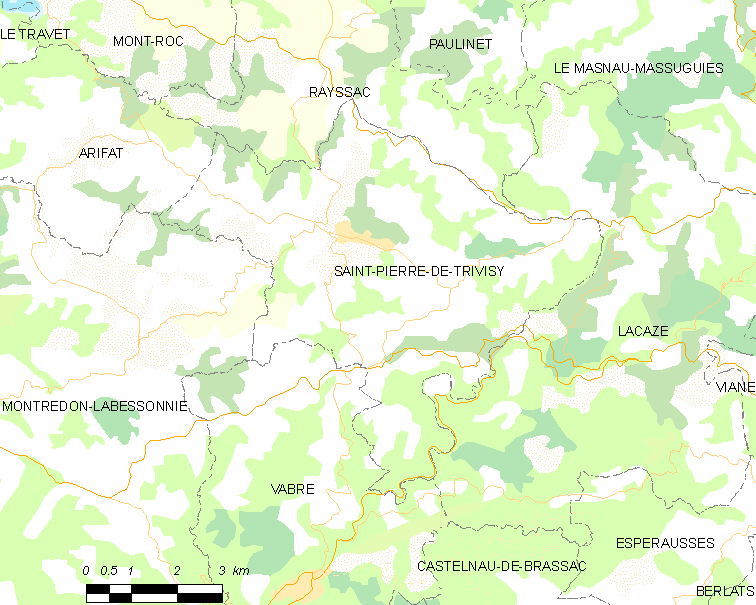
Карта коммуны

Коммуна расположена приблизительно в 570 км к югу от Парижа, в 85 км восточнее Тулузы, в 30 км к юго-востоку от Альби.

## Климат
Климат умеренно-океанический. Зима мягкая и дождливая, лето жаркое с частыми грозами. Ветры довольно редки.

## Население
Население коммуны на 2010 год составляло 626 человек.
| 1962 | 1968 | 1975 | 1982 | 1990 | 1999 | 2010 |
| ---- | ---- | ---- | ---- | ---- | ---- | ---- |
| 833  | 796  | 680  | 680  | 668  | 612  | 626  |

## Администрация
| Период | Период | Фамилия      | Партия                        | Примечания               |
| ------ | ------ | ------------ | ----------------------------- | ------------------------ |
| 1989   | 2001   | Филип Фолльо | центрист                      | член генерального совета |
| 2001   | 2014   | Нелли Бартес | Левый фронт                   |                          |
| 2014   | 2020   | Филип Фолльо | Союз демократов и независимых | член генерального совета |

## Экономика
В 2007 году среди 331 человека в трудоспособном возрасте (15—64 лет) 247 были экономически активными, 84 — неактивными (показатель активности — 74,6 %, в 1999 году было 70,1 %). Из 247 активных работали 236 человек (120 мужчин и 116 женщин), безработных было 11 (8 мужчин и 3 женщины). Среди 84 неактивных 14 человек были учениками или студентами, 38 — пенсионерами, 32 были неактивными по другим причинам.